# Bagenkop

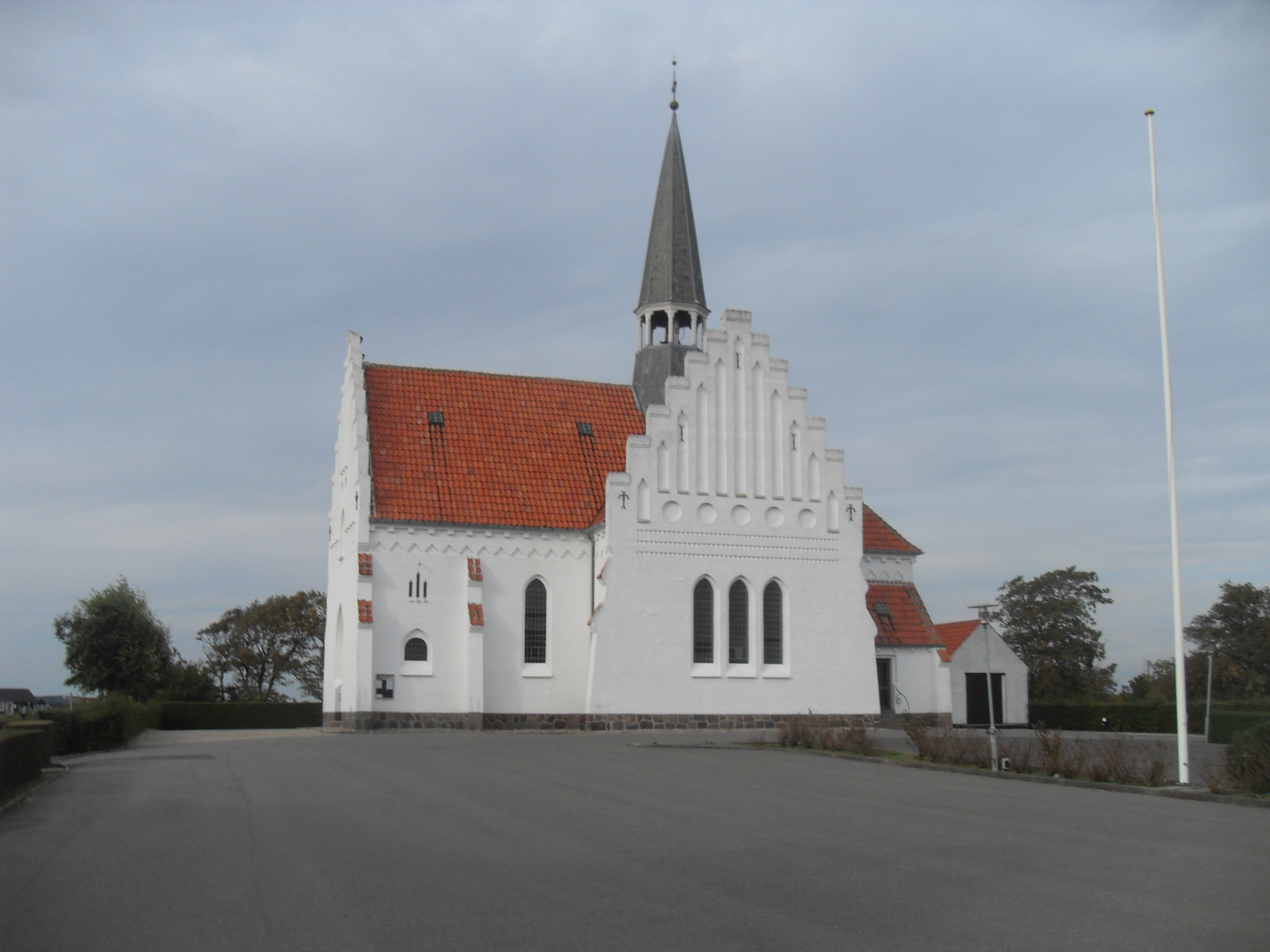
Kirche von Bagenkop

Bagenkop ist eine Hafenstadt im äußersten Süden der Insel Langeland in der Region Syddanmark in Dänemark. In Bagenkop wohnen 453 Einwohner (Stand 1. Januar 2023). Die Stadt bildet seit dem 1. Oktober 2010 eine eigene Kirchspielsgemeinde (dän.: Sogn) Bagenkop Sogn, vorher war sie ein Kirkedistrikt im Magleby Sogn, das bis 1970 zur Harde Langelands Sønder Herred im damaligen Svendborg Amt gehörte, danach zur Sydlangeland Kommune im Fyns Amt, die mit der dänischen Kommunalreform zum 1. Januar 2007 in der Langeland Kommune in der Region Syddanmark aufgegangen ist.

## Wirtschaft
In Bagenkop befindet sich eine Schifffahrts-Sekundarschule.
Eine gewisse Bedeutung hat der Yachthafen, der aufgrund seiner günstigen Lage zu Schleswig-Holstein während der Sommermonate von vielen Freizeitseglern angefahren wird.

## Fährverbindung Bagenkop–Kiel

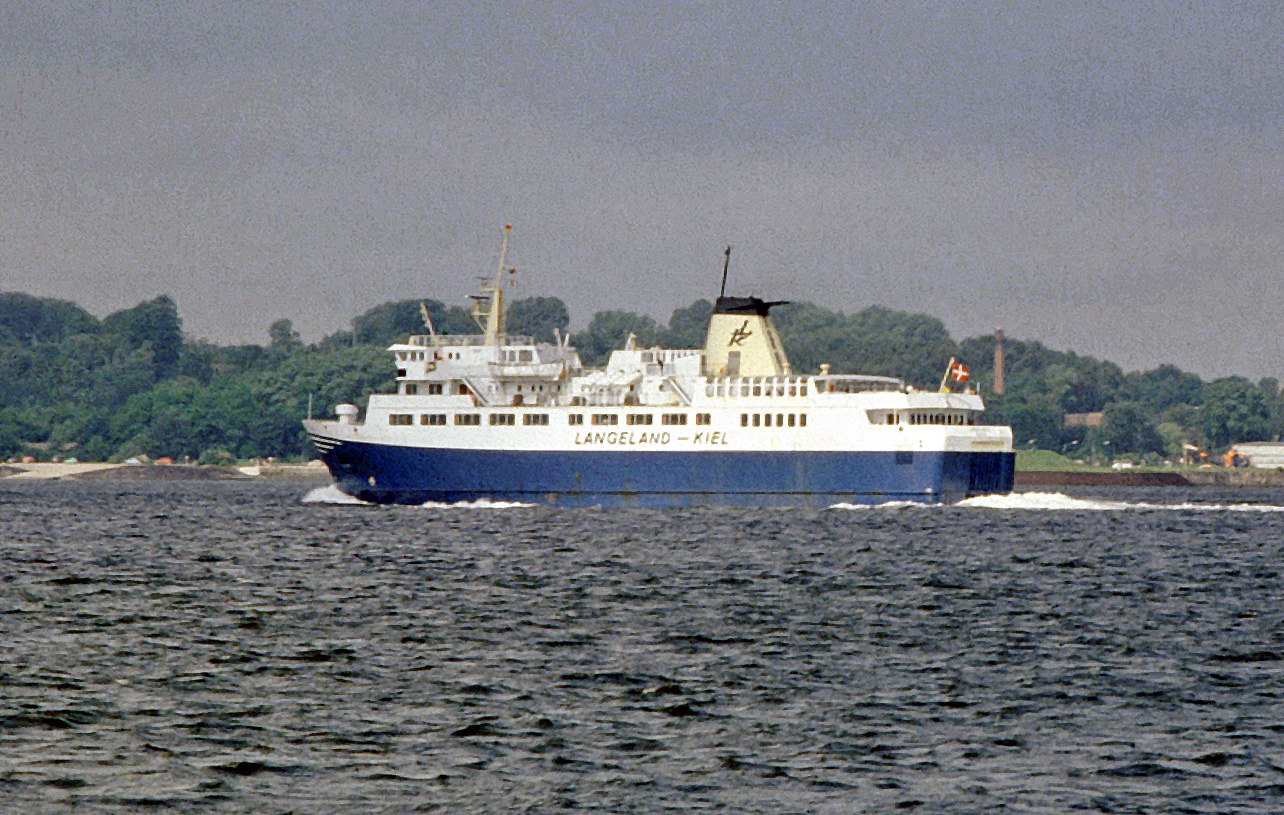
Die Langeland II 1980 auf der Fahrt nach Bagenkop

Bereits vom 9. September 1911 bis 1914 wurde die Fährverbindung von Sydfyenske Dampskibsselskab (SFDS) mit dem Dampfschiff Rut bedient. Von 1932 bis 1934 folgte das Schiff Bagenkop.
Erst 1965 erfolgte durch die Langeland-Kiel Linien I/S die Wiedereröffnung mit der Langeland, 1977 folgte die Langeland To, die 1978 in Langeland II umbenannt wurde. Ab 1989 verkehrte die Langeland III.
Ende 1998 wurde die Langeland III nach Kroatien verkauft und von 1. März 1999 bis 30. Juni 1999 die Apollo eingechartert. Mit der Abschaffung des Duty-free-Handels ab dem 1. Juli 1999 wurde die Fährstrecke eingestellt. Vom 5. Mai 2000 bis 31. Oktober 2000 wurde die Strecke mit der Difko Fyn betrieben. Mit der Bedienung der Fährlinie vom 14. April 2003 bis 4. November 2003 durch die Langeland endete die Geschichte der Fährstrecke.
Nachdem die Fährlinie Kiel–Bagenkop eingestellt worden war, verlor Bagenkop mit dem Tagestourismus (Butterfahrten) eine wichtige Einkunftsquelle.
Der Runddysse von Lunden liegt nordöstlich des Leuchtturms Keldsnor Fyr, südöstlich von Bagenkop. Südlich von Bagenkop liegen das Ganggrab von Hulbjerg und die Runddysser von Gulstav.

## Brauchtum
Ein Hafenfest wird Mitte Juli gefeiert. Hierbei wird das in der Kirche aufgehängte Schiff durch die Stadt getragen.

## Sehenswürdigkeiten
- Langelandsfort, Museum des Kalten Krieges